# О Мин Гын
О Мин Гын (кор. 오민근; род. 15 августа 1962, Сеул) — корейский боксёр, представитель полулёгкой весовой категории. Состоял в сборной Южной Кореи по боксу в конце 1970-х годов, серебряный призёр чемпионата Азии, обладатель серебряной медали чемпионата мира среди юниоров. В период 1980—1987 годов боксировал также на профессиональном уровне, владел титулом чемпиона мира по версии IBF.

## Биография
О Мин Гын родился 15 августа 1962 года в Сеуле, Южная Корея.

### Любительская карьера
Впервые заявил о себе на международной арене в сезоне 1979 года, когда вошёл в состав южнокорейской национальной сборной и побывал на впервые проводившемся чемпионате мира среди юниоров в Иокогаме, откуда привёз награду серебряного достоинства, выигранную в зачёте полулёгкой весовой категории — в решающем финальном поединке был остановлен советским боксёром Юрием Гладышевым.
В 1980 году стал серебряным призёром чемпионата Азии в Бомбее, здесь в финале полулёгкого веса его победил монгол Равсалын Отгонбаяр.
Рассматривался в качестве основного кандидата на участие в летних Олимпийских играх в Москве, однако Южная Корея вместе с несколькими другими западными странами бойкотировала эти соревнования по политическим причинам.

### Профессиональная карьера
Не получив возможности выступить на Олимпиаде, О покинул расположение южнокорейской сборной и уже в августе 1980 года благополучно дебютировал на профессиональном уровне. Одержав три победы, отправился на Филиппины боксировать с местным обладателем титула чемпиона Восточной и тихоокеанской боксёрской федерации (OPBF) во втором легчайшем весе, однако проиграл ему по очкам в двенадцати раундах, потерпев тем самым первое в профессиональной карьере поражение.
Продолжая активно выходить на ринг, в 1983 году О Мин Гын стал чемпионом Южной Кореи среди профессионалов в полулёгком весе, а затем завоевал и титул чемпиона OPBF.
Благодаря череде удачных выступлений в 1984 году удостоился права оспорить введённый титул чемпиона мира в полулёгком весе по версии Международной боксёрской федерации (IBF) — победил другого претендента из Индонезии Джоко Артера нокаутом во втором раунде и забрал чемпионский пояс себе.
Полученный титул О сумел защитить дважды. Лишился его в ноябре 1985 года в рамках третьей защиты, проиграв техническим нокаутом в пятнадцатом раунде соотечественнику Чон Ги Ёну.
Впоследствии ещё трижды выступал в боксе, завершив карьеру профессионального спортсмена в 1987 году. В общей сложности провёл на профи-ринге 21 бой, из них 16 выиграл (в том числе 6 досрочно) и 5 проиграл.